# Matanawí
Matanawí (Matanauí), pleme američkih Indijanaca nastanjeno nekada na područjima brazilskih država Amazonas i Mato Grosso, većinom u području rijeke Rio Madeira. Jezik ovih Indijanaca svojevremeno je svrstavan u samostalnu istoimenu porodicu, ali je moguće i da su srodni plemenima iz grupe Múra (Bohura i Yahahi), šireći je u veću porodicu Mura-Matanawi. U ne davno vrijeme popisano ih je 15 na jednoj 'aldeji'. U državi Amazonas Curt Nimuendaju koji je bio u ovom području zabilježio je da je tu u području gornjeg toka rijeke Maici u prvoj polovici 20. stoljeća vladao rat među plemenima Pirahã, Matanawi i Parintintin. Negdje istovremeno Gondin (1938.), bilježi i rat Bohurama srodnih Pirahã s plemenima Torá i Parintinin na istoj lokaciji, gornjoj Maici. Matanawi su možda i nestali u ovim ratovima. Curt Nimuendaju e E.H. do Valle Bentes ostavili su maleni rječnik jezika Matanawi Indijanaca. 
- apa-zi ...glava   cabeça / cabeza / head
- api  ...voda água / agua / water
- api  ...hammock (viseća ležaljka rede / hamaca / hammock
- api-yi  ...ruka braço / brazo / arm
- ari-zi  ...zub dente / diente / tooth
- ãshí  ...kost osso / hueso / bone
- atahu-zi  ...uho orelha / oreja / ear
- ayá  ...kamen pedra / piedra / stone
- awí ...strijela   flecha / frecha / arrow
- i  ...štapić pau / palo / stick
- inhu-zi  ...jezik língua / lengua / tongue
- ishi-yi  ...stopalo pé / pié / foot
- ka  ...mjesec lua / luna / moon
- mapiwã  ..žena mulher / mujer / woman
- ñaru-zi  ...usta boca / boca / mouth
- ñatu-zi  ...nos nariz / nariz / nose
- papã  ...čovjek homem / hombre / man
- pareá  ...luk /za strijelu/  arco / arco / bow
- pi  ...kuća casa / casa / house
- tushi-yi  ...oko olho / ojo / eye
- uá  ...vatra fogo / fuego / fire
- unsu-zi  ...šaka mão / mano / hand
- vin  ...sunce sol / sol / sun
- yashí  ...sjekira machado / hacha / axe
- wisá  ...zemlja terra / tierra / earth, soil
- wishí  ...zvijezda estrela / estrella / star

## Vanjske poveznice
- HISTORYB